# Chini
Pour l’article ayant un titre homophone, voir Chiny.
Pour l’article homonyme, voir Lac Chini.
Chini est une ville du district de Huadu de la préfecture de Guangzhou, dans la province du Guangdong en Chine. On y trouve deux camps de « rééducation par le travail » (laogai) : le camp no 1 à Hexi, et le camp no 3 à Hengsha.